# Exo Planet 4 ─ The EℓyXiOn
EXO Planet #4 – The EℓyXiOn fue la cuarta gira musical de la boy band surcoreana EXO. La gira se anunció oficialmente el 19 de octubre de 2017 y comenzará en Gocheok Sky Dome de Seúl el 24 de noviembre de 2017.

## Conciertos

### Seúl
- El anuncio de la gira fue hecho oficialmente por S.M. Entertainment en octubre de 2017, con tres fechas en Gocheok Sky Dome.[1]

### Japón
- Debido a los horarios personales de Lay, no asistirá a los conciertos en Japón.[2]

## Fechas
| Asia                    |              |               |                           |
| 24 de noviembre de 2017 | Seúl         | Corea del Sur | Gocheok Sky Dome          |
| 25 de noviembre de 2017 | Seúl         | Corea del Sur | Gocheok Sky Dome          |
| 26 de noviembre de 2017 | Seúl         | Corea del Sur | Gocheok Sky Dome          |
| 22 de diciembre de 2017 | Fukuoka      | Japón         | Fukuoka Convention Center |
| 23 de diciembre de 2017 | Fukuoka      | Japón         | Fukuoka Convention Center |
| 24 de diciembre de 2017 | Fukuoka      | Japón         | Fukuoka Convention Center |
| 27 de enero de 2018     | Saitama      | Japón         | Saitama Super Arena       |
| 28 de enero de 2018     | Saitama      | Japón         | Saitama Super Arena       |
| 23 de febrero de 2018   | Osaka        | Japón         | Kyocera Dome              |
| 24 de febrero de 2018   | Osaka        | Japón         | Kyocera Dome              |
| 3 de marzo de 2018      | Singapur     | Singapur      | Singapore Indoor Stadium  |
| 16 de marzo de 2018     | Bangkok      | Tailandia     | Impact Arena              |
| 17 de marzo de 2018     | Bangkok      | Tailandia     | Impact Arena              |
| 18 de marzo de 2018     | Bangkok      | Tailandia     | Impact Arena              |
| 28 de abril de 2018     | Manila       | Filipinas     | Mall of Asia Arena        |
| 2 de junio de 2018      | Hong Kong    | Hong Kong     | AsiaWorld-Expo            |
| 3 de junio de 2018      | Hong Kong    | Hong Kong     | AsiaWorld-Expo            |
| 7 de julio de 2018      | Kuala Lumpur | Malasia       | Axiata Arena              |
| 13 de julio de 2018     | Seúl         | Corea del Sur | Gocheok Sky Dome          |
| 14 de julio de 2018     | Seúl         | Corea del Sur | Gocheok Sky Dome          |
| 15 de julio de 2018     | Seúl         | Corea del Sur | Gocheok Sky Dome          |
| 10 de agosto de 2018    | Macao        | Macao         | Cotai Arena               |
| 11 de agosto de 2018    | Macao        | Macao         | Cotai Arena               |